# Вараксіно (Грязовецький район)
Вараксіно́ (рос. Вараксино) — присілок у складі Грязовецького району Вологодської області, Росія. Входить до складу Ростиловського сільського поселення.
Стара назва — Вараскіно.

## Населення
Населення — 244 особи (2010; 259 у 2002).
Національний склад (станом на 2002 рік):
- росіяни — 99 %